# Köhlbrandbrücke
Köhlbrandbrücke – most wantowy w Hamburgu, nad Łabą, łączący autostradę A7 z wyspami na terenie portu. Długość mostu wynosi 3618 m, a długość najdłuższego przęsła 325 m. Most był budowany w latach 1970–1974. Dziennie przejeżdża przez niego około 30 000 pojazdów.